# Rubén Ocampo
Rubén Mario Nicolás Ocampo (Chilecito, 1835-1907) fue un político argentino, que ocupó el cargo de gobernador de la provincia de La Rioja entre 1874 y 1877.

## Biografía
Era hijo de Juan Santiago Amaranto Ortiz de Ocampo y de Francisca Solana Dávila, de modo que descendía de las dos familias que a fines del siglo XVIII y principios del siglo XIX dominaban la política y la sociedad riojana. Era hermano de Jamín Ocampo, que también sería gobernador de La Rioja, y de Isora Ocampo y Dávila, que ingresó a un convento de clausura donde adoptó el nombre de Leonor de Santa María Ocampo, y que es actualmente considerada sierva de Dios. Se casó con Rosario Plaza Gordillo, miembro de una de las familias más destacadas de La Rioja en la segunda mitad del siglo XIX.
Se dedicó a la administración de varias fincas rurales del oeste riojano y al comercio, y participó en los gobiernos de la época de la Organización Nacional: fue diputado provincial por Chilecito entre 1868 y 1871, y desde ese año ocupó el cargo de juez de primera instancia en la capital provincial.
Desde 1871 gobernaba en La Rioja el coronel Pedro Gordillo, aliado del expresidente Bartolomé Mitre pero enfrentado a otra fracción mitrista, liderada por el coronel Olegario Gordillo. En el año 1873, este último se lanzó a la revolución contra su lejano pariente, pero fue derrotado con el apoyo del general José Miguel Arredondo. Al año siguiente, sin embargo, el gobernador prefirió unirse a la Liga de Gobernadores prohijada por el vicepresidente Adolfo Alsina, con lo cual se fundó el Partido Autonomista Nacional. Este partido propuso la candidatura a gobernador de Rubén Ocampo, que venció en elecciones tan irregulares como todas las de la época: en Chilecito, la Guardia Nacional volcó las elecciones al votar unánimemente por el candidato oficial.
Inició su mandato debiendo enfrentar la revolución de 1874, que —si bien no alcanzó el territorio de la provincia— obligó a movilizar milicias locales. Al asumir el mando, nombró dos ministros, uno de Gobierno y otro de Hacienda, siendo el primer gobernador de su provincia en hacerlo; pero el experimento sólo duró seis meses, ya que el segundo renunció, y el otro se hizo cargo de ambas carteras.
Durante su gestión adoptó el Código Penal de la provincia de Buenos Aires como Código Penal de su provincia y reorganizó la totalidad del Poder Judicial, formando el primer Superior Tribunal de Justicia. También sancionó la primera Ley de Educación, que establecía su obligatoriedad y gratuidad para el nivel primario.
En cuanto a la obra pública, la provincia se endeudó en 130 mil pesos para la construcción de un dique sobre el río que cruza la capital; pero este monto fue en su mayor parte gastado por el encargado de colocar el empréstito en Buenos Aires, y sólo 30 mil pesos llegarían a la provincia, durante el gobierno del sucesor de Ocampo. La situación financiera de la provincia, ya antes muy precaria, quedó en situación crítica. El gobernador logró adelantos de parte del gobierno nacional, pero si bien esta medida permitía paliar la crisis, causaría perjuicios aún mayores para el futuro. Finalmente se vio obligado a vender la casi totalidad de los terrenos fiscales con riego que estaban en poder del Estado provincial, renunciando así a toda garantía para obtener futuros créditos.
Dejó el mando en junio de 1877, e inmediatamente fue nombrado diputado provincial; al poco tiempo asumió como vocal del Superior Tribunal de Justicia. En 1881 fue nombrado gerente de la Agencia del Banco Nacional en Chilecito, cargo que ocupó durante la gestión como gobernador de su hermano menor Jamín Ocampo. Entre 1886 y 1890 fue diputado nacional. Retirado por largo tiempo a sus negocios privados, en 1904 formó parte de la convención de notables del Partido Autonomista Nacional que determinó la candidatura presidencial de Manuel Quintana. Falleció tres años más tarde en su ciudad natal.